# 3. Unterseebootsflottille
A 3. Unterseebootsflottille foi uma unidade da Kriegsmarine que atuou durante a Segunda Guerra Mundial. A Flotilha foi fundada no dia 4 de Outubro de 1937 sendo então conhecido como Unterseebootsflottille Lohs estando sob comando do Kptlt. Hans Eckermann e permaneceu em operação até o mês de Dezembro de 1939. Foi reorganizada e refundada no mês de Março de 1941, sendo desta vez conhecida como 3. Unterseebootsflottille, tendo a sua base em Kiel. No mês de Outubro de 1941 a flotilha foi enviada para La Pallice e mais tarde para La Rochelle (França). No mês de Agosto de 1944 o último U-Boot havia deixado a base na Noruega e a unidade foi dispensada.

## Comandantes
| Comandante              | Data                               |
| ----------------------- | ---------------------------------- |
| Kptlt. Hans Eckermann   | Outubro de 1937 - Dezembro de 1939 |
| Korvkpt. Hans Rösing    | Março de 1941 - Julho de 1941      |
| Kptlt. Herbert Schultze | Julho de 1941 - Março de 1942      |
| Kptlt. Heinz v. Reiche  | Março de 1942 - Junho de 1942      |
| Korvkpt. Richard Zapp   | Junho de 1942 - Outubro de 1944    |

## Bases
| Outubro de 1937 - Dezembro de 1939 | Kiel                            |
| Março de 1941 - Setembro de 1941   | Kiel                            |
| Outubro de 1941 - Setembro de 1944 | La Pallice / La Rochelle França |

## Tipos de U-Boots
| até 1939  | IIB                                        |
| após 1941 | IIB (somente em 1941), VIIB, VIIC e VIIC41 |

## U-Boots
Foram designados à 3. Unterseebootsflottille um total de 109 U-Boots durante o seu tempo de serviço:
| U-8, U-10, U-12, U-14, U-16, U-18, U-20         |
| U-22, U-24, U-82, U-85, U-132, U-134, U-138     |
| U-141, U-143, U-146, U-147, U-205, U-206, U-212 |
| U-231, U-241, U-242, U-245, U-246, U-257, U-258 |
| U-259, U-262, U-275, U-280, U-289, U-332, U-333 |
| U-334, U-341, U-343, U-344, U-352, U-373, U-375 |
| U-376, U-378, U-384, U-391, U-398, U-402, U-423 |
| U-431, U-432, U-433, U-444, U-451, U-452, U-458 |
| U-466, U-468, U-469, U-476, U-478, U-483, U-484 |
| U-553, U-567, U-568, U-569, U-570, U-571, U-572 |
| U-573, U-596, U-600, U-611, U-613, U-615, U-619 |
| U-620, U-625, U-630, U-635, U-645, U-652, U-657 |
| U-661, U-671, U-677, U-701, U-706, U-712, U-719 |
| U-734, U-752, U-753, U-760, U-763, U-952, U-953 |
| U-957, U-960, U-970, U-971, U-975, U-978, U-992 |
| U-993                                           |
| UD-1, UD-3, UD-4                                |